# Beberstedt
Beberstedt  is een dorp in de Duitse gemeente Dünwald in het Unstrut-Hainich-Kreis in Thüringen. Het dorp wordt voor het eerst genoemd in een oorkonde uit 1191. Beberstedt fuseerde in 1994 met twee andere dorpen tot de gemeente Dünwald.